# Championnats d'Europe de course en montagne et trail
Les championnats d'Europe de course en montagne et trail sont une compétition de course en montagne et trail disputée chaque année. Ils sont organisés par l'Association européenne d'athlétisme.

## Histoire
À l'instar des championnats du monde de course en montagne et trail, l'Association européenne d'athlétisme décide de promouvoir les épreuves de course en montagne et de trail. Les précédents championnats d'Europe de course en montagne font place à des nouveaux championnats intégrant la discipline du trail,,.

## Épreuves
Trois épreuves sont définies pour la première édition. Une course en montagne en montée seulement, une course en montagne en montée et descente et un trail court d'environ 45 km. Deux épreuves sont prévues pour les juniors, des courses en montagne en montée seulement ainsi qu'en montée et descente.

## Éditions
| Édition | Année | Lieu                               | Pays     | Date             |
| ------- | ----- | ---------------------------------- | -------- | ---------------- |
| 1re     | 2022  | El Paso, Canaries                  | Espagne  | 1er au 3 juillet |
| 2e      | 2024  | Annecy, Haute-Savoie               | France   | 31 mai au 2 juin |
| 3e      | 2026  | Ljubljana - Kamnik, Haute-Carniole | Slovénie | 5 au 7 juillet   |

## Palmarès

### Course en montagne - montée
| Édition | Or             | Argent        | Bronze       |
| ------- | -------------- | ------------- | ------------ |
| 2022    | Cesare Maestri | Dominik Rolli | Daniel Osanz |
| 2024    | Joe Steward    | Jacob Adkin   | Lukas Ehrle  |

| Édition | Or             | Argent      | Bronze                 |
| ------- | -------------- | ----------- | ---------------------- |
| 2022    | Maude Mathys   | Andrea Mayr | Christel Dewalle       |
| 2024    | Nina Engelhard | Scout Adkin | Monica Mădălina Florea |

### Course en montagne - montée et descente
| Édition | Or                | Argent         | Bronze         |
| ------- | ----------------- | -------------- | -------------- |
| 2022    | Sylvain Cachard   | Cesare Maestri | Dominik Rolli  |
| 2024    | Roberto Delorenzi | Lukas Ehrle    | Théodore Klein |

| Édition | Or             | Argent                 | Bronze                 |
| ------- | -------------- | ---------------------- | ---------------------- |
| 2022    | Maude Mathys   | Monica Mădălina Florea | Scout Adkin            |
| 2024    | Nina Engelhard | Judith Wyder           | Monica Mădălina Florea |

### Trail
| Édition | Or                          | Argent           | Bronze        |
| ------- | --------------------------- | ---------------- | ------------- |
| 2022    | Maximilien Drion du Chapois | Arnaud Bonin     | Thomas Cardin |
| 2024    | Thomas Cardin               | Benjamin Roubiol | Loïc Rolland  |

| Édition | Or                  | Argent              | Bronze          |
| ------- | ------------------- | ------------------- | --------------- |
| 2022    | Blandine L'Hirondel | Núria Gil           | Mathilde Sagnes |
| 2024    | Clémentine Geoffray | Blandine L'Hirondel | Adeline Martin  |